# 二宮星
二宮 星（にのみや あかり、2002年5月19日 - ）は日本の女優。
大阪府大阪市出身。Door（ドアー）に所属していた。弟は俳優（子役）の二宮輝生（にのみや ひかる）。身長169cm。

## 人物・エピソード
所属事務所ドアーのプロモートするダンシングユニット「D-unit cutie」のメンバーで、ドラマ初出演の連続テレビ小説『カーネーション』でヒロイン小原糸子（演：尾野真千子）の少女時代役で初主演。初主演での視聴者からの反響が大きかったこともあり、糸子の次女・直子役で再出演した
(また、実弟で同じく子役の二宮輝生も後の連続テレビ小説「ごちそうさん」「マッサン」「あさが来た」「まんぷく」に出演している)。2022年の「舞いあがれ！」にて11年ぶりに連続テレビ小説再出演。

## 出演

### テレビドラマ
- 連続テレビ小説（NHK総合）
  - カーネーション（2011年10月3日 - 2012年3月31日） - 主人公・小原糸子(少女時代)・小原直子(少女時代) 役
  - 舞いあがれ!（2022年12月27日 - 2023年3月） - 土屋景子 役
- 新・おみやさん 第4話（2012年5月10日、テレビ朝日） - 佐山琉璃 役
- ドラマスペシャル 一休さん（2012年6月30日、フジテレビ） - ニセ一休 役
- 浪花少年探偵団（2012年7月2日 - 9月17日、TBS） - 上原美奈子 役
- ぼくの夏休み 第1部（2012年7月2日 - 8月6日、東海テレビ・フジテレビ系） - 青山はる菜 役
- 呪報2405 ワタシが死ぬ理由 第7話（2012年8月23日、関西テレビ） - あかり 役
- ドクターX〜外科医・大門未知子〜 第5話（2012年11月22日、テレビ朝日） - 五木田早紀 役
- 新・ミナミの帝王（2013年1月5日、関西テレビ） - 金子歩 役
- ヨメ代行はじめました。 第3話（2013年1月24日、関西テレビ） - 小樽ゆい 役
- 二十四の瞳（2013年8月4日、テレビ朝日） - 川本松江(5・6年生) 役
- 信長のシェフ Part2 第2話（2014年7月17日、テレビ朝日） - 女の子　役
- 土曜ワイド劇場 ドクター彦次郎（テレビ朝日） - 大藪麻友 役
  - 第1作（2015年10月3日）
  - 第2作（2016年10月1日）
  - 第3作（2017年8月20日）
  - 第4作（2019年7月4日）

### 映画
- 呪報2405 ワタシが死ぬ理由 劇場版（2013年12月21日、日本出版販売） - 杉沢茜 役

### CM
- ファイザー製薬 「禁煙啓発キャンペーン『しあわせ禁煙生活』」禁煙ファミリー篇（2012年2月23日 - ）娘 役
- 象印マホービン 「極め羽釜 羽釜の歌（苦労）篇」（2012年8月11日 - ）[11]